# Шнайдер, Теодор
Теодо́р Шна́йдер (нем. Theodor Schneider, 1911—1988) — немецкий математик, наиболее известен решением в 1934 году «Седьмой проблемы Гильберта» (одновременно с А. О. Гельфондом и независимо от него). Основой для решения стала доказанная обоими математиками фундаментальная теорема Гельфонда-Шнайдера. Член-корреспондент Гёттингенской Академии наук (с 1970 года).

## Биография и научная деятельность
С 1929 по 1934 год Шнайдер учился во Франкфурте. Решение Седьмой проблемы Гильберта, которую Гильберт считал одной из сложнейших в своём перечне проблем 1900 года, стало темой его кандидатской диссертации. ВластиТретьего рейха считали его неблагонадёжным, и это долго мешало ему провести хабилитацию. Позже Шнайдер стал помощником Карла Людвига Зигеля в Гёттингене, там он успешно провёл хабилитацию (1940) и пробыл до 1953 года. Затем он стал профессором в Эрлангене (1953—1959) и, наконец, до своей отставки преподавал во Фрайбурге (1959—1976).
Во время своего пребывания во Фрайбурге он также был директором Математического института Обервольфаха (1959—1963).

## Основные труды
- Transzendenzuntersuchungen periodischer Funktionen, Teil 1,2, Journal für Reine und Angewandte Mathematik, volume 172, 1934, pp. 65–69, 70-74, online: part 1 (недоступная ссылка), part 2 (недоступная ссылка) (диссертация).
- Ein Satz über ganzwertige Funktionen als Prinzip für Transzendenzbeweise, Math. Ann., vol. 121, no 1, 1949, p. 131-140
- Введение в теорию трансцендентных чисел (Einführung in die Theorie der transzendenten Zahlen), Springer 1957.